# Helmut Krebs
Helmut Krebs (* 8. Oktober 1913 in Aachen; † 30. August 2007 in Berlin) war ein
deutscher Opern- und Oratoriensänger (Tenor).

## Leben

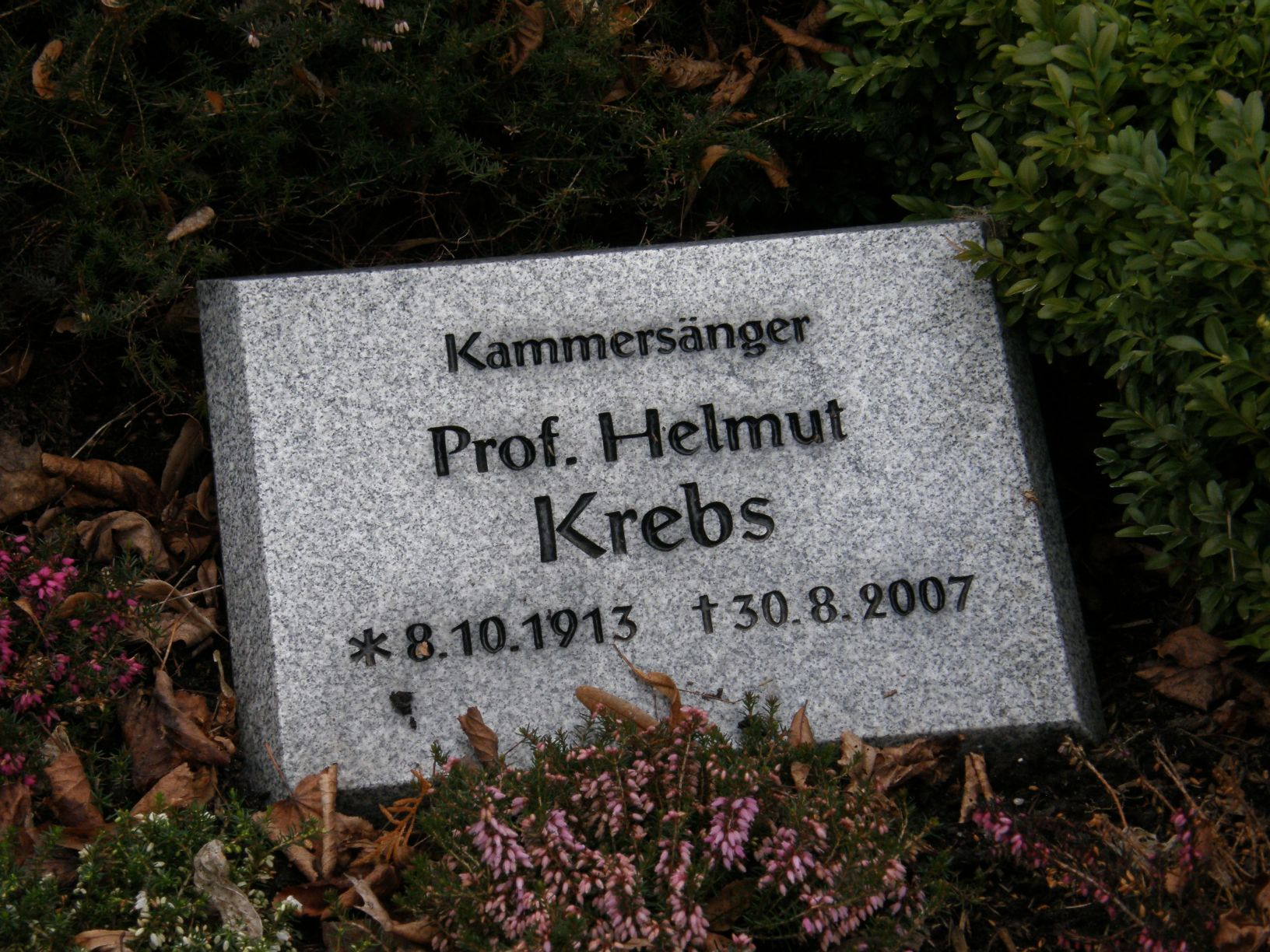
Grabstein

Helmut Krebs wurde in Aachen geboren und wuchs in Dortmund auf. Die Oberschule absolvierte er in Berlin. Seine Opernkarriere begann 1937 an der Volksoper Berlin, wo er den Monostatos in Wolfgang Amadeus Mozarts Die Zauberflöte sang. 1938 musste er wegen Kriegsdienstes seine Karriere unterbrechen, die er dann 1945 mit Auftritten in Düsseldorf fortsetzte. Schon 1949 trat er mit dem Bariton Dietrich Fischer-Dieskau auf. Krebs sang 1949 bei der Uraufführung von Carl Orffs Antigonae bei den Salzburger Festspielen unter Ferenc Fricsay und bei der Erstaufführung von Oedipus der Tyrann unter Heinrich Hollreiser in Wien. 1954 übernahm er bei der konzertanten Uraufführung von Arnold Schönbergs Moses und Aron die Partie des Aron.
Krebs gehörte fast 40 Jahre dem Ensemble der Deutschen Oper Berlin an.
An der Deutschen Oper wirkte Krebs unter anderem in Die Flut und Rosamunde Floris von Boris Blacher, in König Hirsch, Der junge Lord und Wir erreichen den Fluss von Hans Werner Henze mit. Dort wurde er 1963 zum Kammersänger ernannt. Ab 1957 unterrichtete Krebs an der Musikhochschule Berlin. 1966 ging er als Professor für Gesang an die Musikhochschule Frankfurt am Main.
1987 trat Krebs als Ensemblemitglied in den Ruhestand; jedoch kehrte er in Götz Friedrichs Inszenierung von Leoš Janáčeks Aus einem Totenhaus in der Rolle des ganz alten Sträflings noch einmal auf die Bühne der Deutschen Oper zurück.
Im 94. Lebensjahr gestorben, wurde er auf dem Friedhof St.-Annen-Kirchhof in Berlin-Dahlem beerdigt (Reihe 1).

## Ehrungen
- Berliner Kunstpreis (1952)